# Zeresenay Alemseged
Zeresenay Alemseged, né le 4 juin 1969 à Axoum (Éthiopie), est un paléoanthropologue éthiopien.
Il est surtout connu pour sa découverte, le 10 décembre 2000, de Selam, aussi appelé « l'enfant de Lucy », les restes fossilisés presque complets d'un enfant de 3,3 millions d'années de l'espèce Australopithecus afarensis.